# 표집틀
표집틀(또는 표본추출틀, Sampling frame)은 표본으로 추출할 대상이 있는 명부 혹은 목록을 뜻한다. 표집틀은 조사 목적에 따라 구성될 수 있는데 투표권자에 관한 정보를 얻고자 할 경우 선거등록명부, 건강조사가 계획된다면 의료보험공단의 목록, 차량소유나 도로수송이 연구대상이라면 자동차 등록명부가 표집틀로 이용될 수 있다. 이 외에도 전화번호부, 구독자 명단 등 표본을 추출할 수 있는 다양한 원본 자료 모두 표집틀로 사용될 수 있다.

## 같이 보기
- 통계학
- 표본
- 층화추출법